# لورانكا (محطة مترو أنفاق مدريد)
لورانكا (بالإسبانية: Loranca)‏ هي محطة مترو أنفاق في مدريد في إسبانيا، تقع على الخط رقم 12.